# Leptoderris aurantiaca
Leptoderris aurantiaca är en ärtväxtart som beskrevs av Stephen Troyte Dunn. Leptoderris aurantiaca ingår i släktet Leptoderris och familjen ärtväxter. Inga underarter finns listade i Catalogue of Life.